# Транспортировка

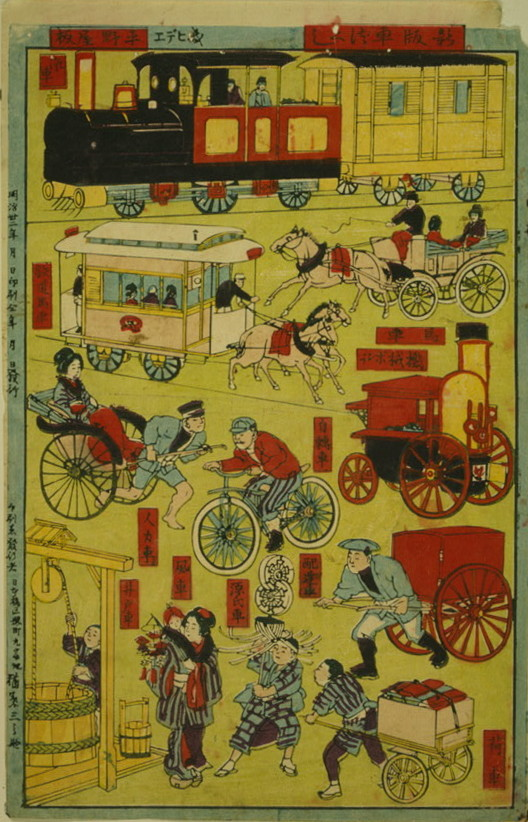
Японский рисунок (1899 год), показывающий различные способы перемещения.

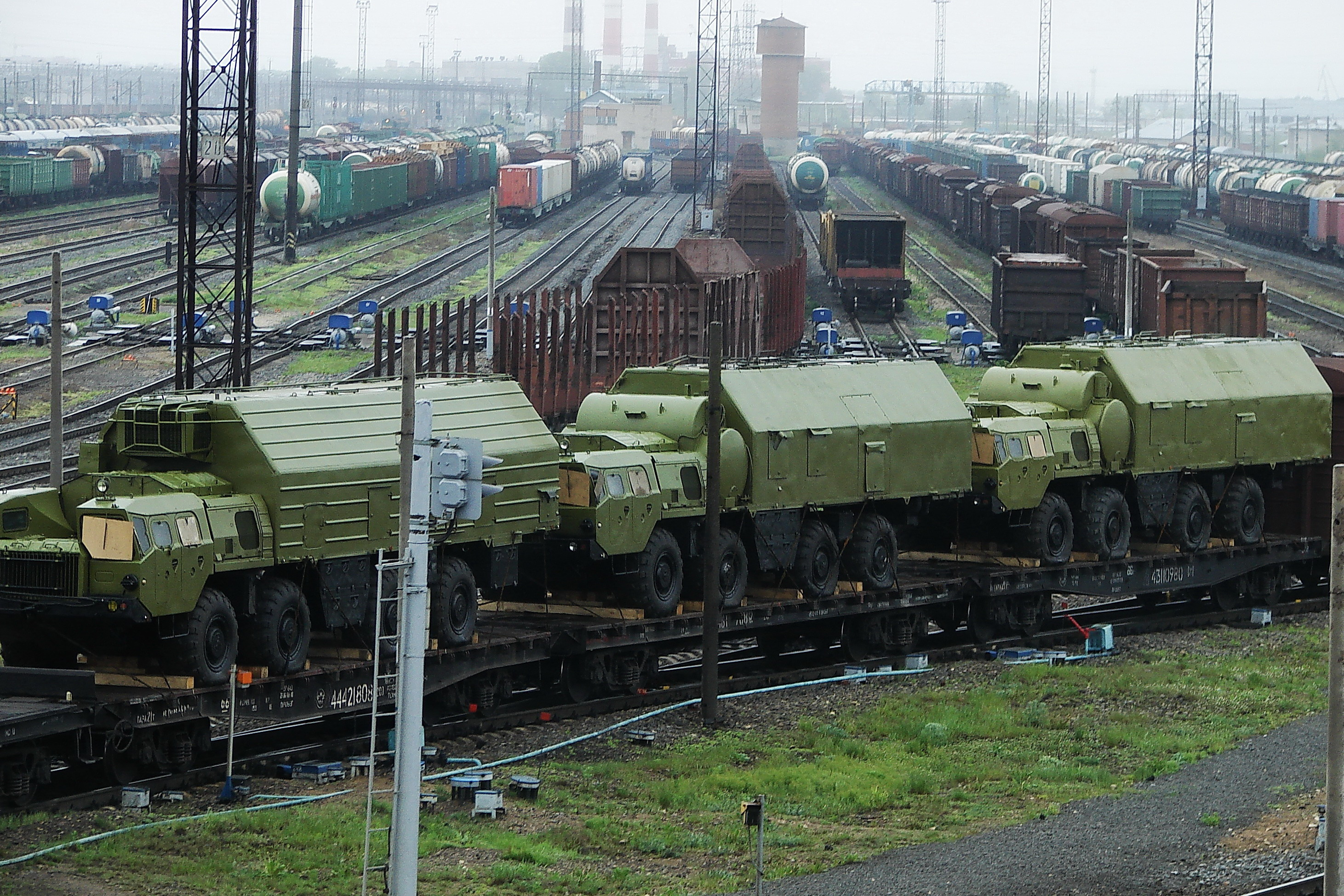
Воинский поезд, транспортировка трёх машин из состава ракетного комплекса С-300 железнодорожным транспортом.

Транспортиро́вка (также доставка, транспорт) — процесс перемещения груза/объекта в место назначения посредством тех или иных транспортных средств, обычно термин применяется по отношению к штучным доставкам крупногабаритных объектов (по отношению к регулярным рейсам применяется термин перевозка — одна из важнейших отраслей  экономики). 
Для транспортировки людей и тех или иных предметов (грузов) используют людей, животных и специализированные машины транспорта. 
Существуют два основных вида транспортировки:
- Грузовые перевозки;
- Пассажирские перевозки (см. Пассажиропоток); также перевозки животных;

, с соответствующими видами транспорта, для тех или иных задач.
Транспортировка может осуществляться наземными, подземными, водными либо воздушными путями.
Обычно транспортировки (как и перевозки) осуществляют специализированные транспортные предприятия.

## Виды и типы

### В промышленности
Транспортировка является частью практически каждого производственного процесса.
- Транспортировка нефти, природного и попутного газа по магистральным трубопроводам и на судах.
- Трелёвка — транспортировка поваленных деревьев.
- Автовоз для транспортировки автомобилей.
- Транспортировщик поддонов

Для транспортировки яхт и катеров применяют специальные полупогружаемые суда.

### В военном деле
- Военно-транспортная авиация
- Транспортировка больных и раненых[3]
- Транспортирование танков
- Для транспортировки подводных лодок применяют специальные суда.[4]

### Вкосмонавтике
В освоении космоса используются специальные транспортные корабли.
Для перемещения космического корабля с орбиты на орбиту применяется космический буксир.

### Фантастические способы транспортировки
- Нуль-транспортировка
- Космический лифт

## В России
- Северный завоз